# Jan Aleksander Rogowski
Jan Aleksander Rogowski (ur. 3 stycznia 1920, zm. 28 maja 1943) – kapral pilot Wojska Polskiego, starszy sierżant (ang. Flight Sergeant) Królewskich Sił Powietrznych.

## Życiorys
Ukończył Szkołę Podoficerów Lotnictwa dla Małoletnich w Krośnie. We wrześniu 1939 był pilotem 162 eskadry myśliwskiej. Ewakuowany przez Rumunię i Francję dotarł do Wielkiej Brytanii, gdzie otrzymał numer służbowy 781018. Odbył szkolenie w zakresie w pilotażu w 1 Air Gunners School w Pembrey. Od 14 kwietnia 1942 odbywał szkolenie operacyjne w 58 OTU w Grangemouth. 
Od 17 czerwca 1942 służył w 306 dywizjonie, od 30 października 1942 w 403 dywizjonie RCAF, od 20 grudnia 1942 ponownie w 306 dywizjonie, od 28 grudnia 1942 w 41 dywizjonie RAF i ostatecznie od 14 kwietnia 1943 w 315 dywizjonie.
Zginął nad Francją 28 maja 1943 podczas operacji Cicus 305. Pilotował wtedy Spitfire Mk. IX o znakach PK-P. Pochowany na cmentarzu brytyjskim w Pihen-les-Guines we Francji. 

## Odznaczenia
- Polowy Znak Pilota
- Medal Lotniczy – dwukrotnie[3].